# Iacob al II-lea al Angliei
Iacob al II-lea al Angliei (în engleză James II; n. 14/24 octombrie 1633, Londra, Regatul Angliei – d. 5/16 septembrie 1701, Saint-Germain-en-Laye⁠(d), Île-de-France, Franța) a fost rege al Angliei, rege al Scoției și rege al Irlandei, din 6 februarie 1685 până pe 11 decembrie 1688. A fost ultimul monarh catolic al celor trei regate. Mulți dintre supușii săi au pus la îndoială politica sa pe teme religioase și tendințele autocratice, astfel încât a fost obligat să abdice în urma Revoluției Glorioase din 1688. A fost înlocuit nu cu fiul său catolic, James Francis Edward, ci de fiica sa și ginerele său protestanți, Maria a II-a și Wilhelm al III-lea, care au devenit conducători în 1689. Iacob a încercat să-și recapete coroana, ajungând în Irlanda în 1689. După ce a fost înfrânt în Bătălia de la Boyne în vara lui 1690, Iacob s-a întors în Franța, trăindu-și restul vieții sub protecția vărului și aliatului său Ludovic al XIV-lea al Franței.
Iacob este cunoscut în special pentru credința sa în monarhia absolutistă, precum și pentru încercările sale de instaurare a libertății religioase. Amândouă s-au lovit de împotrivirea parlamentului englez, și a majorității populației. Parlamentul, opunându-se tendinței absolutiste din alte țări europene, precum și pierderii de către Biserica Anglicană a supremației legale, a considerat că luptă pentru conservarea libertăților engleze tradiționale. Aceste tensiuni au transformat domnia de trei ani a lui Iacob într-o luptă pentru supremație între parlament și coroană, care au rezultat în exilarea sa, aprobarea Declarația drepturilor în 1689, și succesiunea hanoveriană.

## Viața timpurie

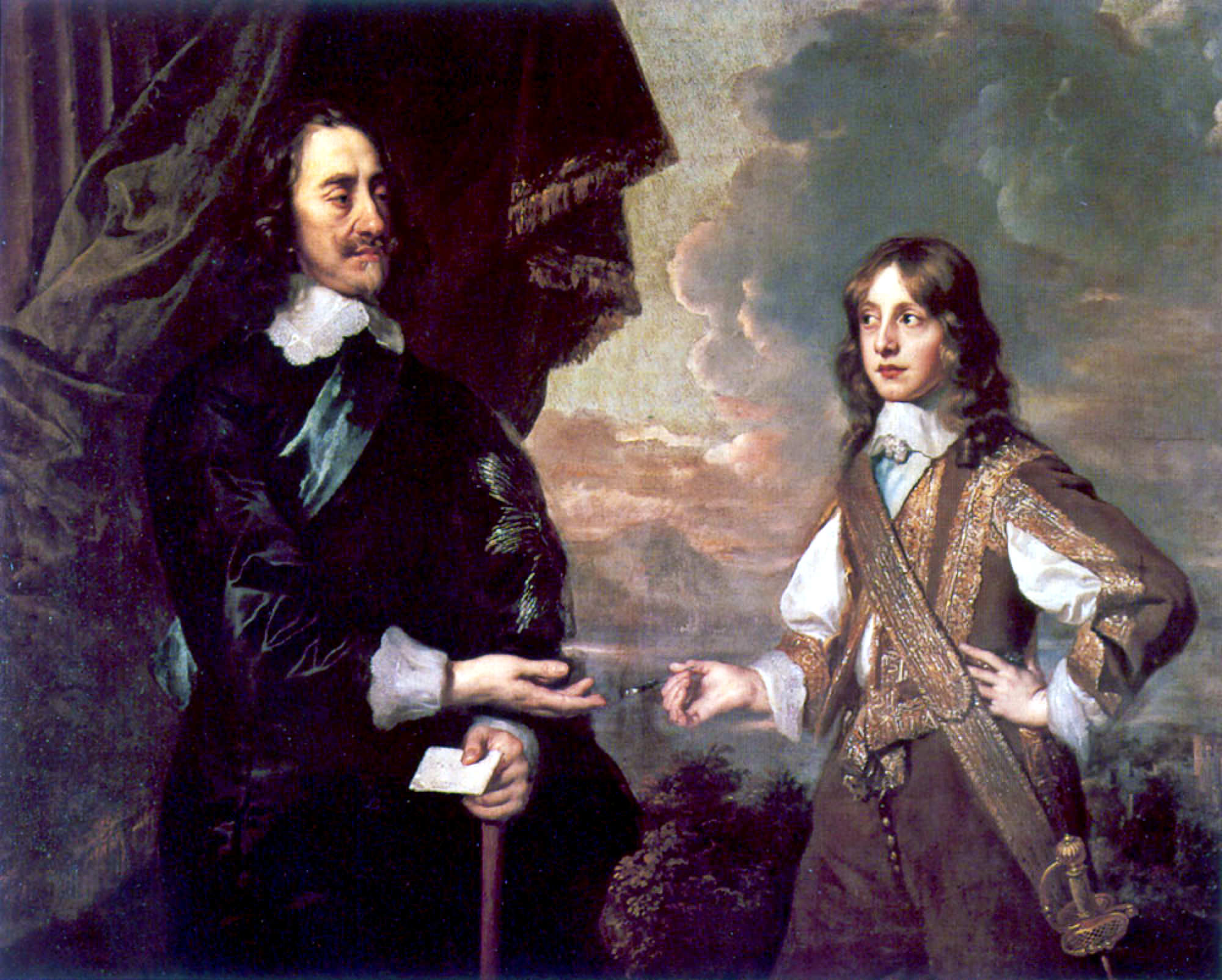
Viitorul Iacob al II-lea cu tatăl său, Carol I

### Nașterea
Iacob, al doilea fiu al lui Carol I al Angliei și al Henriettei Maria a Franței, s-a născut la Palatul St. James din Londra la 14 octombrie 1633. În același an, Iacob a fost botezat de arhiepiscopul de Canterbury, William Laud. Iacob a fost educat de tutori, împreună cu fratele său, viitorul rege Carol al II-lea, și de doi fii ai Ducelui de Buckingham, George și Francis Villiers. La vârsta de trei ani, Iacob a fost numit Lord Înalt Amiral, funcție exclusiv onorifică și nominală.

### Războiul civil
Iacob a fost învestit cu Ordinul Jartierei în 1642, și numit Duce de York la 22 ianuarie 1644. Cum disputele între rege și Parlamentul englez au dus la Războiul Civil Englez, Iacob a rămas la Oxford, un bastion monarhist. Când orașul a cedat după Asediul de la Oxford în 1646, liderii parlamentari au ordonat ca Ducele de York să se limiteze la Palatul St. James. În 1648, el a evadat ajutat de Joseph Bampfield și a plecat la Haga deghizat. Când Carol I a fost executat de rebeli în 1649, monarhiștii l-au proclamat pe fratele mai mare al lui Iacob drept regele Carol al II-lea al Angliei.
Carol al II-lea a fost recunoscut de Parlamentul Scoției și de Parlamentul Irlandei și a fost încoronat rege al Scoției la  Scone în Scoția în 1651. Deși a fost proclamat rege la Jersey, Carol a fost în imposibilitatea de a asigura coroana Angliei și, în consecință a fugit în Franța, în exil.

### Exilul în Franța

Iacob Duce de York, în ţinută de Lord Înalt Amiral portret din perioada franceză de Henry Gascars

Ca și mama și fratele său mai mare, Iacob s-a refugiat la curtea regelui Franței Ludovic al XIV-lea, la Paris. În acea perioadă s-a dedicat artei războiului și s-a demonstrat un comandant îndrăzneț și curajos, chiar dacă nu întotdeauna valid și strălucitor. A făcut parte din armata condusă de generalul Turenne, care a avut numai cuvinte de laudă despre tânărul duce. Sub comanda lui Turenne a luptat împotriva frondei, care amenința autoritatea tânărului rege francez, până în 1653, când prinții rebeli au fost învinși definitiv.
În 1656, Carol al II-lea a intrat în contact cu curtea spaniolă instaurând un raport amical de alianță cu regele  Filip al IV-lea al Spaniei, adversar al Franței lui Ludovic al XIV-lea și al primului său ministru, Jules Mazarin. Acest comportament a dus la expulzarea lui Carol al II-lea din Franța, urmat la scurt timp de fratele Iacob, care a părăsit armata franceză. Cei doi frați, în exil și săraci, au găsit azil la curtea din Madrid. Șederea la Madrid a durat câteva luni, după care Iacob s-a transferat la Bruges, unde a fost primit de sora sa Mary, Prințesă Regală și Prințesă de Orania, soția lui Wilhelm al II-lea, Prinț de Orania, și de fratele său mai mic, Henri Stuart, Duce de Gloucester. La Bruges, s-a unit trupelor spaniole conduse de Prințul de Condé și de Juan José de Austria, împotriva trupelor generalului Turenne; în bătălia de la Dune, 1658, în care Spania lupta împotriva Franței și a Provinciilor Unite, Iacob primește comanda unui contingent de soldați englezi fideli cauzei regaliste. Bătălia, care s-a terminat cu un dezastru pentru trupele iberice, a dus la semnarea unui tratat de pace între Spania și Franța. În această perioadă Iacob a cunoscut doi frați irlandezi catolici, ce făceau parte din anturajul regalist și care au contribuit în a-l apropia de religia catolică. După pacea dintre Spania și Franța, în 1659, Filip al IV-lea îi oferă lui Iacob gradul de amiral al flotei spaniole; inițial Iacob a luat serios în considerarea propunerea, dat fiind slabele posibilități ale unei întoarceri în patrie, dar anul următor, situația la Londra s-a schimbat, astfel Iacob a refuzat oferta regelui spaniol: fratele său urma să fie încoronat rege al Angliei.

## Restaurarea: primii ani

### Prima căsătorie

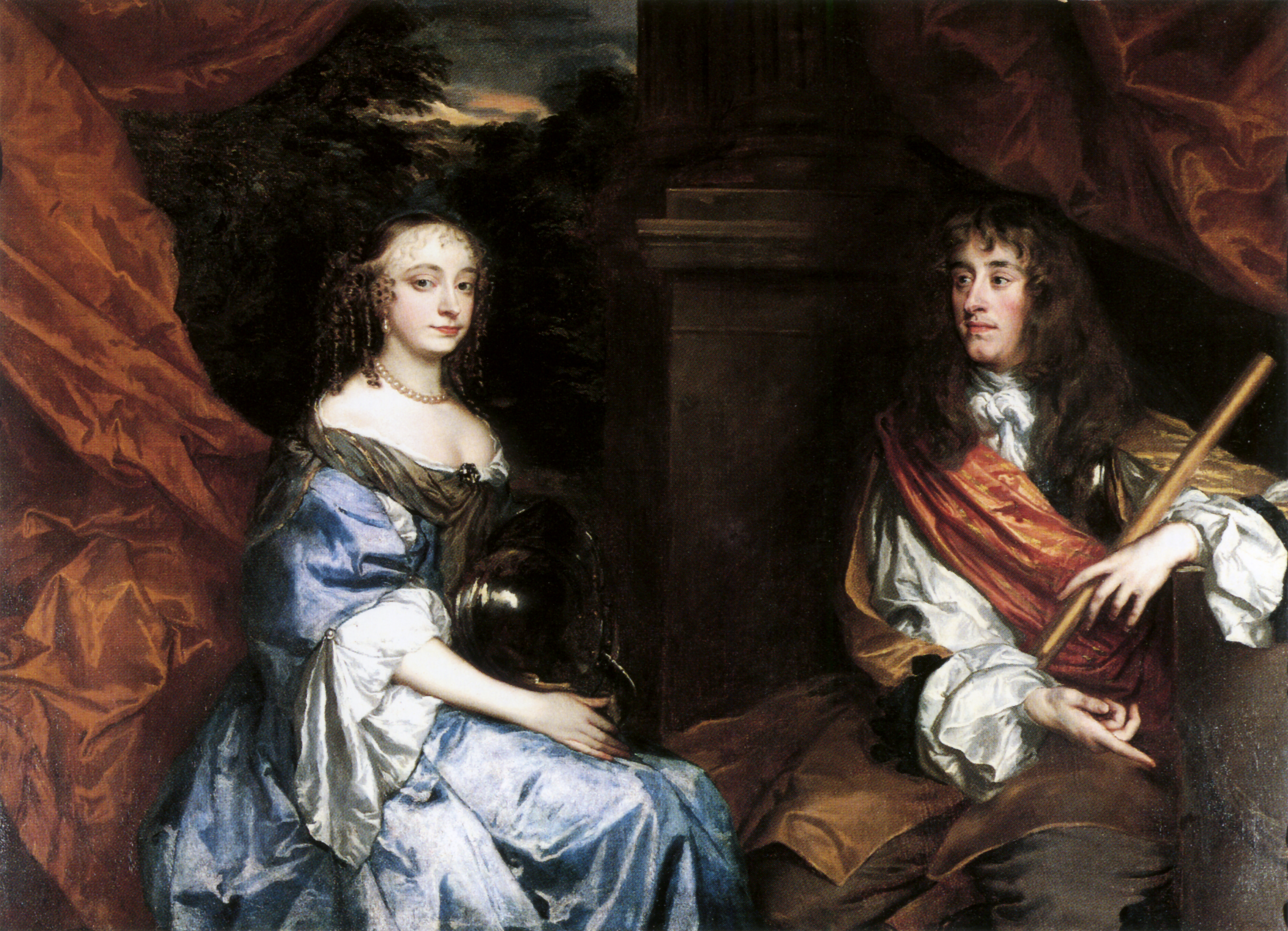
Iacob cu prima sa soţie Anne Hyde, portret de Peter Lely, 1660

După moartea lui Oliver Cromwell în 1658, puterea trece în mâinile fiului său Richard; dar lipsit de experiența și carisma care îl distingeau pe tatăl său, Richard nu a fost capabil să gestioneze puterea, și în 1660 guvernul Commonwealthului cade. Richard Cromwell fuge, iar Carol al II-lea își face intrarea triumfătoare în Londra, unde este încoronat rege al Angliei. Chiar dacă fratele său este încă tânăr și a demonstrat că poate avea copii, Iacob este desemnat succesorul lui Carol.
După întoarcerea în patrie, Carol îl numește pe Iacob Duce de Albany, titlu scoțian asociat celui precedent de Duce de York, englez. Puțin mai târziu, Iacob a provocat un scandal la curte anunțând logodna sa cu Anne Hyde, fiica primului ministru Edward Hyde, I Conte de Clarendon. În 1659 , pe când se aflau amândoi în exil, Iacob și Anna își juraseră reciproc fidelitate, iar ducele îi promisese că o va lua de soție. În 1660, anul reîntoarcerii în patrie, Anna era însărcinată, dar nimeni de la curte nu era de acord cu căsătoria dintre duce și fiica primului ministru. Însuși Clarendon, tatăl Annei, încercase să-și convingă fiica să renunțe la căsătoria cu un membru al familiei regale, primul în linia de succesiune la tron. Curând au început să circule zvonuri că această căsătorie era un plan organizat de Clarendon pentru a câștiga favoruri pentru familia sa, iar influența sa asupra regelui a început să scadă. Cu toate acestea, Iacob și Anna s-au căsătorit, prima dată cu o ceremonie secretă, iar în 3 septembrie 1660, cu o ceremonie oficială. 
Primul fiu al cuplului s-a născut două luni mai târziu, dar a murit în timpul copilăriei, soartă împărtășită de alți cinci copii ai cuplului. Unicele care au supraviețuit au fost Maria (născută la 5 aprilie 1662) și Anna (născută la 6 februarie 1665).
Cronicarul Samuel Pepys a scris că Iacob era foarte mândru de copiii săi și de rolul său de tată și că lăsând deoparte eticheta regală, se comporta cu ei ca un tată obișnuit, în contrast cu obiceiurile epocii, care impuneau în special în public, un comportament rece și distant. Anna Hyde, foarte devotată soțului, a fost pentru Iacob o consilieră importantă și deseori a influențat deciziile lui. Cu toată dragostea ce unea cuplul, Iacob a avut diverse amante, după obiceiurile din acea vreme, de la care a avut numeroși copii ilegitimi. Cele mai faimoase au fost Arabella Churchill și Catherine Sedley. Anne Hyde a murit în 1671.

### Funcții politice și militare
După încoronarea lui Carol al II-lea, Iacob a fost confirmat în funcția de Lord Înalt Amiral, primind și funcțiile de guvernator de Portsmouth și Lord Warden of the Cinque Ports. În timpul celui de-al doilea război anglo-olandez (1665-1667) și al celui de-al treilea război anglo-olandez (1672-1674), Iacob a primit funcția de amiral al flotei engleze. Englezii au câștigat multe bătălii, printre care bătălia de la Lowestoft, după care Carol a ordonat ca Iacob să fie ținut departe de bătaia tunurilor inamice, deoarece acesta avea obiceiul de a sta în primele rânduri în timpul luptelor. După bătălia de la Medway din 1667, în care flota engleză a fost interceptată și distrusă de cea olandeză, Iacob a încercat să salveze fortificațiile costiere din sudul țării, încercând să oprească înaintarea puterii olandeze. 
În 1664 armata engleză a reușit să sustragă olandezilor teritoriul american al Noii Olande, care a fost rebotezat Provincia New York, omagiu adus lui Iacob, duce de York. Și orașul New Amsterdam a fost redenumit New York, tot în cinstea lui Iacob. În schimb fortul olandez Fort Orange aflat în vecinătatea râului Hudson, a primit numele de Albany.
În 1683, Iacob a fost numit guvernator al Companiei Golfului Hudson, dar nu a exercitat niciodată acestei funcții A avut un rol important în Royal African Company care se ocupa de comerțul cu sclavi africani.

## Restaurația: ultimii ani

### Convertirea la catolicism și a doua căsătorie

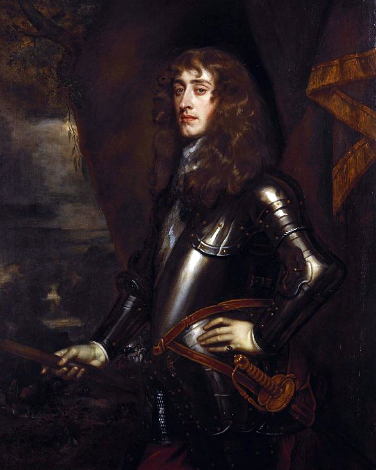
Iacob, duce de York, portret de Peter Lely

În timpul anilor petrecuți în Spania și Franța, ducele de York s-a apropiat de religia catolică, participând împreună cu mama sa Henrietta Maria, și ea catolică, la slujbe religioase. Între 1668 și 1669, Iacob a decis să abandoneze religia anglicană pentru a se converti la catolicism. Inițial ducele a continuat să participe împreună cu soția la slujbele religioase anglicane, dar în secret frecventa preoți catolici. Până în 1676 Iacob întreținea relații de strânsă prietenie în principal cu membrii protestanți de la curte, ca tânărul duce John Churchill, I Duce de Marlborough și George Legge. Pentru a bloca definitiv influența catolică în Anglia, Parlamentul englez a promovat în 1673 un nou Test Act, pe care Carol a fost nevoit să-l accepte. Această lege îi obliga pe toți cei ce dețineau o funcție publică, civilă sau militară să facă jurământ de supremație și fidelitate bisericii anglicane și să subscrie o declarație împotriva transsubstanțierii. În plus trebuia să primească sacramentul anglican în primele trei luni după intrarea în funcție. Catolicii erau socotiți superstițioși și idolatri. Membrii casei regale nu erau scutiți de jurământ; atunci Iacob a refuzat să depună jurământul și a preferat să renunțe la sarcinile sale militare decât să abjure catolicismul. Carol a pierdut un sprijin valoros, iar Iacob a fost nevoit să facă publică credința sa religioasă.

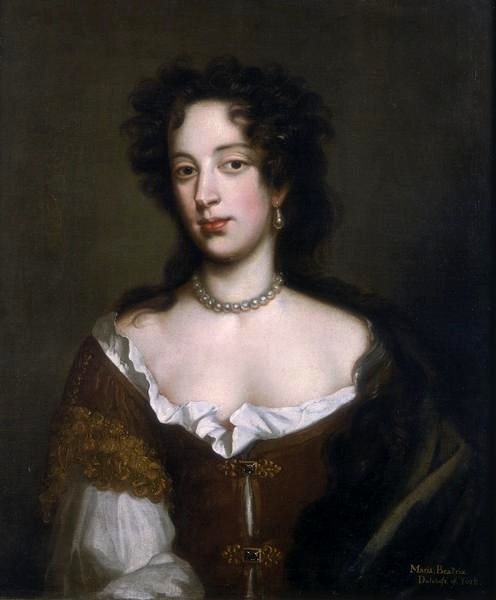
Mary de Modena a doua soție a lui Iacob

Carol s-a opus cu putere deciziei fratelui său de a se converti la Biserica Romei și a încercat în zadar să-l convingă să jure măcar în mod formal credință Bisericii Anglicane. A poruncit ca cele două fiice ale lui Iacob, Anna și Maria, să fie crescute și educate ca prințese protestante. Între timp Anna Hyde, soția fidelă a lui Iacob, murise; ducele a decis să se recăsătorească cu o prințesă catolică italiană de cincisprezece ani, Mary de Modena, fiica ducilor de Modena. Carol nu s-a opus deciziei fratelui său și a acceptat căsătoria. În 1673 Mary a plecat împreună cu suita sa spre Londra; după o oprire la Paris, prelungită din cauza Parlamentului care se opunea intrării sale în țară, Mary a sosit la Londra unde era așteptată de ducele de York. Căsătoria a avut loc în 20 septembrie 1673 cu ritual catolic. În 21 octombrie episcopul de Oxford Nathaniel Crew a efectuat o scurtă ceremonie cu rit anglican pentru a oficializa căsătoria. Nemulțumirea din Parlament și de la curte a făcut să se zvonească că tânăra mireasă ar fi o spioană a papei.

### Exclusion Bill și sarcinile în Scoția

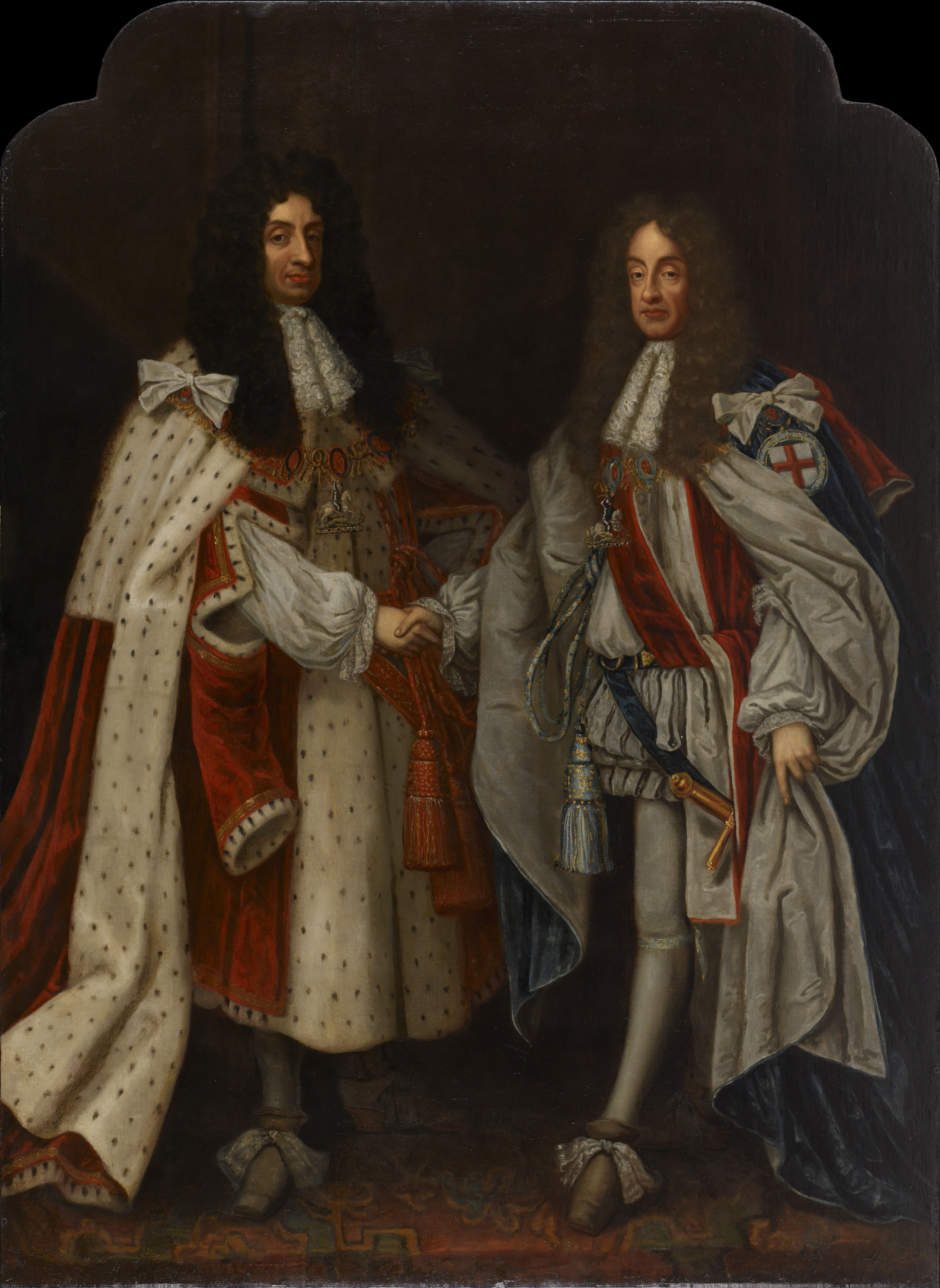
Portret de un autor necunoscut ce îi arată pe cei doi fraţi Carol al II-lea în veşminte regale şi Iacob, duce de York purtând insignele Ordinului Jartierei, strângându-și mâinile în semn de prietenie

În 1677, ezitant, Iacob consimte ca fiica sa Maria, să se căsătorească cu prințul olandez protestant William de Orania În realitate contractul de căsătorie fusese deja semnat de Carol al II-lea și William, iar Iacob nu a avut altă alternativă decât să se resemneze în fața faptului împlinit. Între timp era clar că regina consort Caterina de Braganza, nu putea avea copii. Deci Carol nu putea avea o descendență directă, iar Iacob era primul pe linia de succesiune la tron. La puțin timp, un cleric englez, Titus Oates, a declarat în mod public că fusese organizat un complot papal cu intenția de a-l asasina pe regele Carol al II-lea pentru a-l pune pe tron pe fratele său, ducele de York. Toată Anglia a fost scuturată de un val de isterie anti-catolică, iar contele de Shaftesbury, în acel moment ministru și puternic oponent al catolicismului, propune excluderea lui Iacob din linia de succesiune la tron. 
În același timp unii membri ai parlamentului au propus ca coroana să treacă la fiul ilegitim a lui Carol, James Scott, Duce de Monmouth. În 1679 se pregătea să aprobe  Exclusion Bill, o lege de excludere, iar Carol a rezolvat problema prin dizolvarea parlamentului.
În cei doi ani succesivi, 1680 și 1681, au fost constituite două noi Parlamente, amândouă dizolvate după câteva luni din aceleași motive. Criza de excludere a contribuit la dezvoltarea sistemului bipartidist al Angliei moderne: partidul Whig,(liberal) favorabil aprobării legii de excludere și partidul Tory (conservator) contrar și fidel liniei conservatoare a suveranului. Succesiunea nu a fost modificată în cele din urmă, dar Carol a fost constrâns să-l exileze pe Iacob, care a plecat la Bruxelles Exilul a fost scurt deoarece în 1680 Iacob a fost trimis în Scoția cu titlul de Lord High Commissioner of Scotland (Lord Înalt Comisar al Scoției) pentru a pune capăt insurecțiilor împotriva guvernului regelui. La palatul regal Holyrood din Edinburgh, Iacob a avut primele experiențe guvernamentale. Cu putere egală cu cea a unui rege, ducele de York face să fie aprobate proiecte de lege care au confirmat succesiunea sa la tronul Scoției. Apoi a promulgat un Test Act egal cu cel emis în Anglia împotriva catolicismului, dar acesta lovea religia prezbiteriană. Cei care refuzau să depună jurământ și rămâneau credincioși religiei prezbiteriene, erau persecutați cu cruzime: Iacob a asistat personal la torturi teribile. În 1682 când Carol al II-lea se afla în culmea popularității, i-a permis fratelui său să se întoarcă la Londra.
Iritat de guvernul absolutist al lui Carol al II-lea, care dizolvase definitiv Parlamentul și guverna după modelul regelui Franței, un grup de parlamentari a organizat un complot menit să-i elimine pe Carol al II-lea și pe Iacob și să instaureze un guvern după modelul Commonwealthului, numit Rye House Plot. Planul era simplu: Carol al II-lea și Iacob urmau să fie asasinați la întoarcerea lor dintr-o călătorie în afara Londrei. Dar un incendiu a distrus casele unde erau găzduiți regele și suita sa, astfel acesta s-a întors anticipat la curte și i-a luat prin surprindere pe conjurați. Conjurații, printre care se numărau nume importante în acea vreme, au fost o parte executați și o parte închiși în Turnul Londrei. Printre aceștia se afla și James Plot, care a fost exilat în Olanda. Proiectul de atentat asupra vieții regelui și a ducelui de York a făcut ca stima și admirația poporului pentru casa regală să devină și mai mare.

## Primii ani de domnie

### Urcarea pe tron

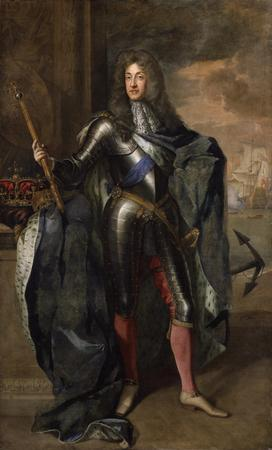
Portret oficial al lui Iacob ca rege al Angliei, Scoţiei şi Irlandei din 1684, de Sir Godfrey Kneller

Carol al II-lea moare în februarie 1685: pe patul de moarte s-a convertit la catolicism. Fără un descendent direct, a lăsat tronul fratelui său, ducele de York. Iacob avea cincizecișidoi de ani când a devenit rege al Angliei, Scoției și Irlandei. Deja expert în domeniul militar și politic, a fost primit cu bunăvoință de Parlament și aclamat cu fervoare de popor. Ultima tentativă de asasinat, Rye House Plot, confirmase popularitatea sa. În 23 aprilie 1685 a fost încoronat la Westminster Abbey, cu o ceremonie de la care fuseseră eliminate elementele anglicane. A primit numele de Iacob al II-lea ca rege al Angliei și Irlandei și Iacob al VII-lea ca rege al Scoției. În luna mai Parlamentul s-a demonstrat favorabil lui Iacob și i-a confirmat aceiași rentă de care dispusese predecesorul său; în schimb Iacob după ce a promis să guverneze după legile statului, a confirmat libertatea bisericii anglicane și a menținut numeroși miniștrii și parlamentari în funcțiile lor, cu excepția contelui de Clarendon, a contelui de Rochester și a marchizului de Halifax. Contele de Sunderland, care fusese unul din principalii exponenți a partidului de excludere, a devenit consilierul de încredere al lui Iacob.

### Rebeliunile

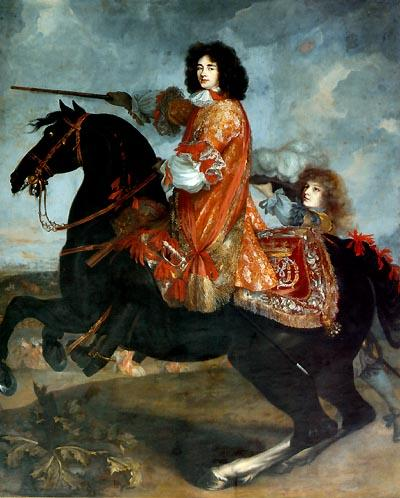
James Scott, I Duce de Monmouth, nepotul lui Iacob al II-lea

Curând Iacob a fost constrâns să înfrunte o rebeliune care a fost cunoscută cu numele de rebeliunea lui Monmouth. Membri partidului Whig, care organizaseră complotul pentru asasinarea lui Carol al II-lea și a lui Iacob, fuseseră exilați în Olanda. Printre ei se aflau două persoane importante: James Scott, I Duce de Monmouth, fiul nelegitim a lui Carol al II-lea și Archibald Campbell, Conte de Argyll. Dar acest grup nu era omogen și era prost organizat: când Iacob a devenit rege, au hotărât că sosise momentul pentru a lovi, dar au pierdut șase luni cu pregătirile. Într-un final au decis ca atacul să vină din două părți: o parte a trupelor sub comanda lui Argyll urma să debarce în Scoția, unde contele avea mulți prieteni și era susținut de clanul Campbell; cealaltă parte condusă de Monmouth, urma să mărșăluiască spre Londra. Expediția condusă de Argyll s-a sfârșit repede: contele a fost luat prizonier lângă un sătuc din Scoția, Inchinnan, în 18 iunie 1685. A fost dus la Edinburgh, iar în 30 iunie a fost condamnat la moarte pentru trădare.
Monmouth a debarcat în orășelul puritan Lyme în 11 iunie. A recrutat în grabă patru mii de oameni dintre artizani și țărani și câteva zile mai târziu s-a proclamat rege. Armata ducelui a mărșăluit spre Londra până a întâlnit trupele regelui compuse din milițiile locale și mercenari, conduse de John Churchill și de Henry Fitzroy, Duce de Grafton. În noaptea de 6 iunie, Monmouth a dat ordin trupelor să atace prin surprindere. În lupta care a urmat, bătălia de la Sedgemoor, trupele lui Iacob au respins fără dificultate atacul trupelor rebele și au reușit să-l ia prizonier pe ducele de Monmouth. Ajuns la Londra, a cerut în zadar unchiului său să-i cruțe viața. Iacob a confirmat condamnarea la moarte pentru înaltă trădare, iar acesta a fost executat în Turnul Londrei în 15 iulie. Mulți dintre adepții săi au fost capturați în timpul bătăliei: mai mult de trei sute au fost executați și aproape opt sute au fost deportați în Indiile de Vest.

## Ultimii ani de domnie

### Politica religioasă

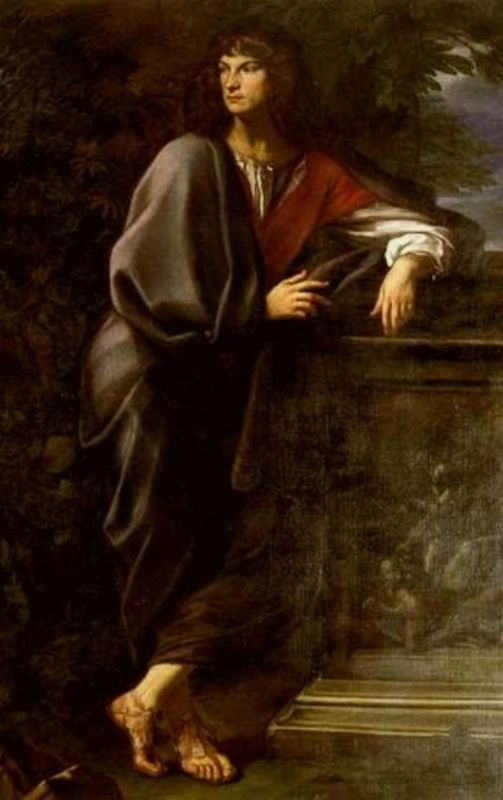
Robert Spencer, al II-lea Conte de Sunderland, a fost cel mai important consilier al regelui și deseori purtătorul său de cuvânt în Comisia pentru Cauzele religioase, portret de Carlo Maratta

Pentru a se proteja de alte revolte, Iacob a instituit o armată permanentă. Acest fapt a cauzat numeroase polemici, nu doar din cauza problemelor pe care soldații le provocau populației civile în orașe, ci și deoarece era împotriva tradiției engleze să se mențină o armată profesionistă pe timp de pace. În plus, crezând că a câștigat favorurile Parlamentului după înfrângerea revoltei, Iacob a cerut să fie abrogat Test Act, care împiedica libertatea religioasă. Parlamentul a refuzat abrogarea și dimpotrivă, a cerut aplicarea legii. Atunci Iacob a decis să-și transforme guvernul: în Consiliul Coroanei au fost admiși miniștri catolici, la fel în instanțele de judecată și în cadrul armatei și nu a mai convocat Parlamentul. În 1686, douăsutecincizeci de judecători de pace au fost înlocuiți cu judecători catolici. Apoi Iacob a ordonat să se deschidă seminare la Londra, a trimis un ambasador la Sfântul Scaun și l-a primit pe ambasadorul papal Ferdinando D'Adda. Mai târziu s-a ocupat și de universități: la Cambridge și Oxford au fost introduși rectori catolici, iar la Magdalen College, lângă Oxford, a fost demis întregul senat academic.
Când a înțeles că cel mai mare obstacol al difuzării catolicismului era Biserica Anglicană, Iacob al II-lea a încercat să domolească nemulțumirea preoților și episcopilor anglicani, care însă au refuzat să urmeze indicațiile regelui; astfel Iacob a creat o Comisie pentru Cauzele Ecleziastice, care trebuia să controleze activitatea clerului anglican. Între timp regele s-a împrietenit cu quakerul William Penn, fondatorul coloniei Pennsylvania, în America de Nord. Exponent al unei religii la fel de persecutată ca și catolicismul, William Penn l-a convins pe Iacob să promulge o Declarație de Indulgență, prin care se proclama libertatea religioasă în întreaga țară.

### Nașterea unui moștenitor și primele dificultăți

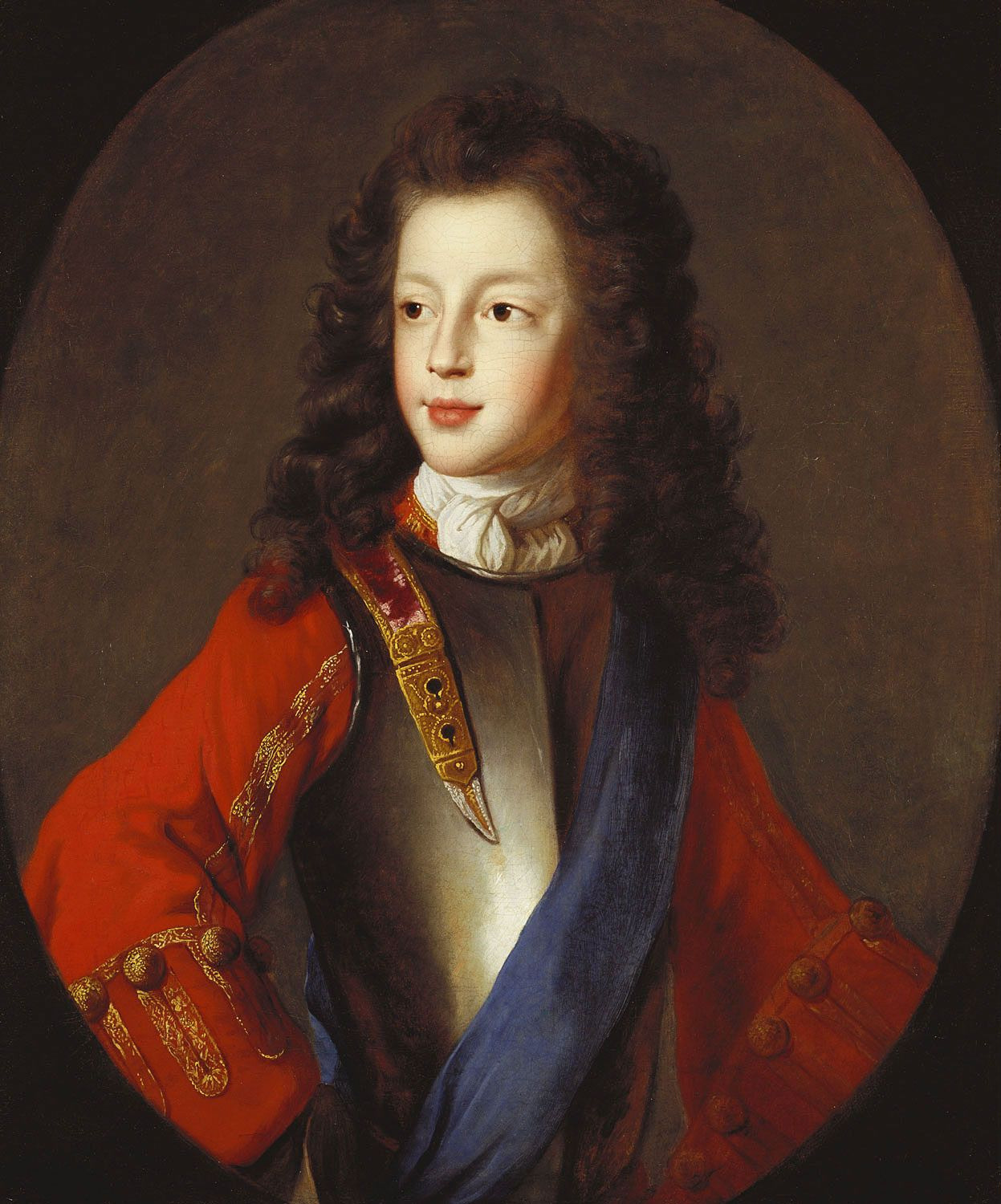
Prinţul de Wales, James Francis Edward Stuart în 1703, de Alexis Simon Belle

Cooperarea dintre quakeri, dizidenți și catolici a provocat multe critici. Iacob, pentru a-i liniștii pe protestanți a căutat aprobarea politicii sale din partea fiicei sale Maria și a ginerelui său, William de Orania. Dar amândoi s-au aliat împotriva deciziilor lui Iacob: William nu a aprobat nici Declarația de Indulgență, care îi avantaja pe catolici,  nici facultatea de suspendare a legilor din partea lui Iacob. În acest climat de tensiune, regina a anunțat că era însărcinată. Nașterea unui fiu, care ar fi primit o educație catolică, i-ar fi asigurat lui Iacob o descendență catolică. Întărit de această convingere, Iacob a reafirmat oficial Declarația de Indulgență și a impus să fie citită în timpul liturghiilor. Episcopii anglicani au refuzat să se supună dorinței regelui și au prezentat o petiție împotriva regelui, pentru ca ordinul să fie anulat. Iacob a cerut ca cei șapte episcopi care l-au sfidat, printre care se afla și Arhiepiscopul de Canterbury, să fie arestați și judecați. Dar juriul londonez i-a exonerat de acuzații pe episcopi și i-a eliberat. În 10 iunie, regina a născut un fiu, James Francis Edward Stuart, Prinț de Wales. Odată cu nașterea prințului de Wales, fiica lui Iacob și soțul său William de Orania au trecut pe locul doi în linia de succesiune la tron. Cu două fiice protestante pe linia de succesiune, politica pro-catolică dusă de Iacob putea fi văzută de anglicani ca un fenomen pasager, dar nașterea prințului catolic, dădea posibilitatea unei dinastii catolice permanente. Amenințați de o dinastie catolică, mai mulți nobili protestanți au împrăștiat zvonuri cum că prințul de Wales s-ar fi născut mort și ar fi fost înlocuit cu un alt nou-născut. În 30 iunie, un grup de șapte nobili protestanți cunoscuți cu numele de Cei șapte nemuritori, l-au invitat pe prințul protestant William de Orania, să vină în Anglia cu o armată. Informat constant despre trupele și flota engleză de către Cei șapte nemuritori, William de Orania s-a hotărât să invadeze Anglia.

## Revoluția Glorioasă

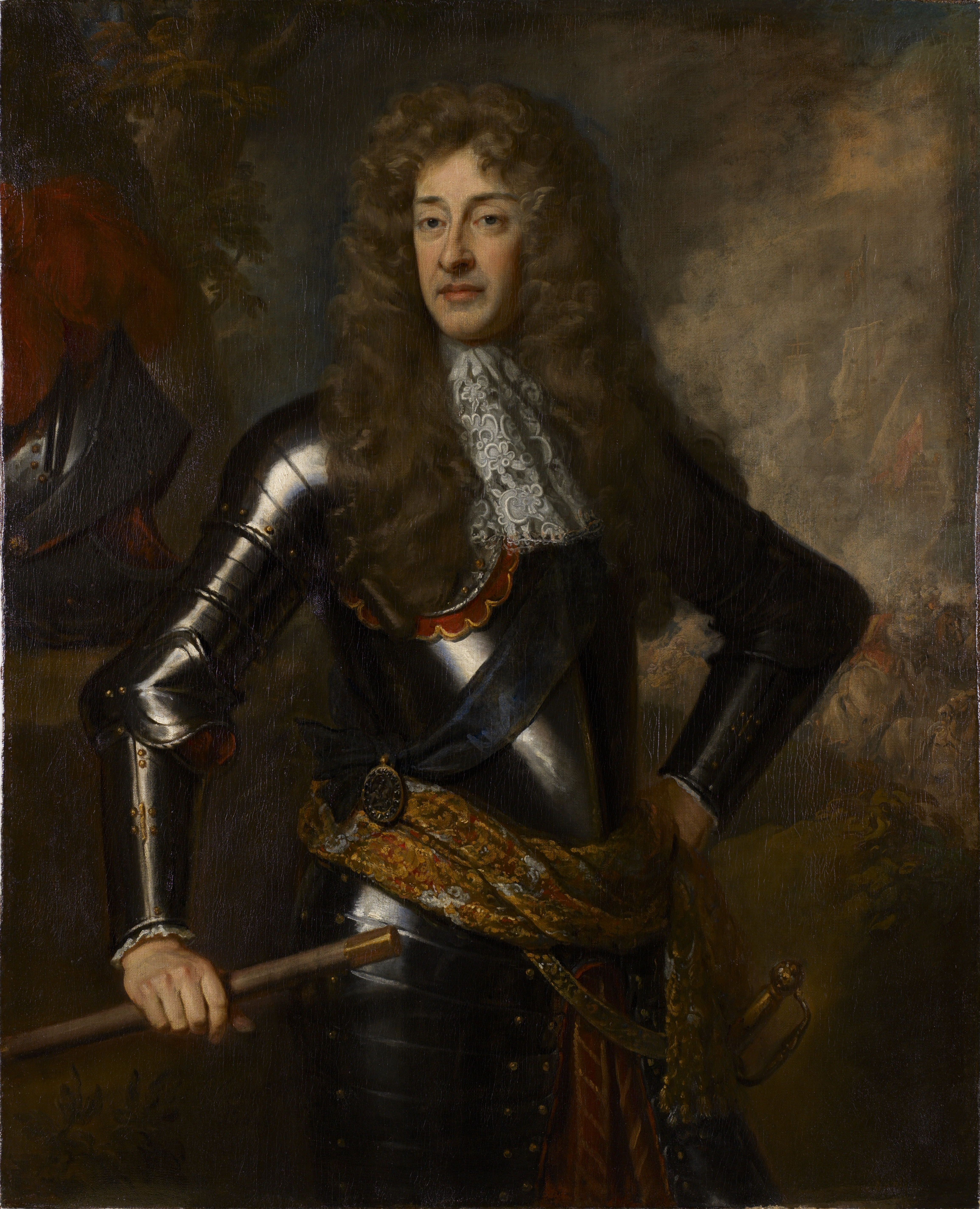
Iacob al II-lea în armură, portret de Sir Godfrey Kneller

În septembrie 1688 a devenit clar că William de Orania intenționa să invadeze Anglia. Pentru a evita acest lucru Iacob a luat rapid măsuri: episcopul de Londra putea să își reia postul, protestanții de la Magdalen College au fost readmiși, iar Comisia pentru Cauzele Ecleziastice a fost desființată. În același timp toți magistrații anglicani concediați și-au reprimit posturile, iar regele a renunțat la înființarea unui Parlament compus doar din susținătorii săi. Noul schimb de roluri în administrația statului a aruncat țara în haos. Între timp a fost răspândită în Anglia o declarație semnată de William de Orania, prin care acesta avertiza populația despre "invitația" pe care o primise pentru a menține țara liberă și a reconfirma religia oficială. Totul era pregătit pentru invazie: William dispunea de 

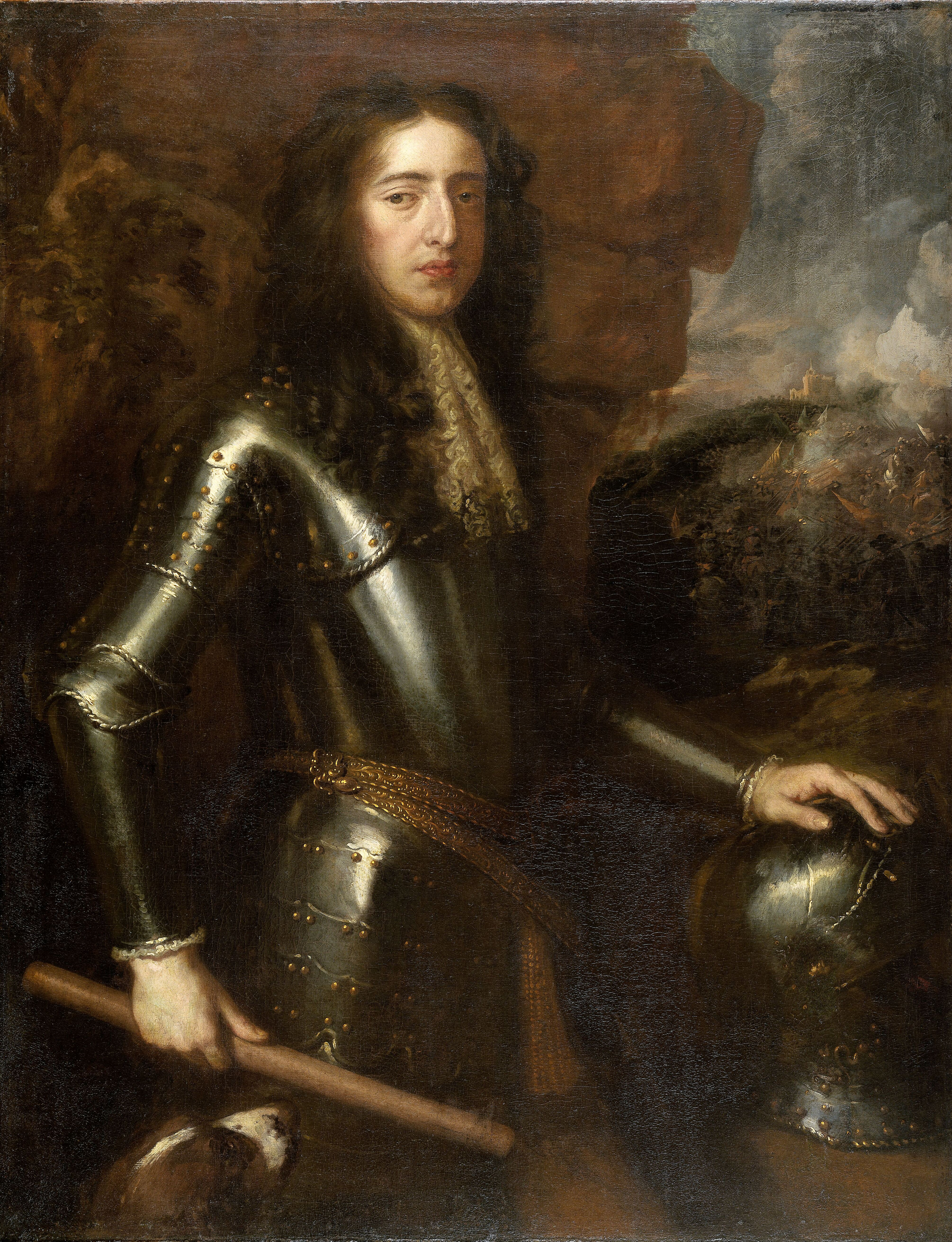
William de Orania, nepotul și ginerele lui Iacob al II-lea, portret de Peter Lely

douăzeci de mii de soldați, cinci mii de cai și tot atâtea tunuri. Crezând că propria sa armată este suficientă, Iacob refuzase oferta verișorului său Ludovic al XIV-lea, temându-se și că englezii s-ar opune intervenției franceze. Astfel dispunea doar de flota engleză aflată sub conducerea amiralului George Legge, I baron Dartmouth. Din cauza proastelor condiții maritime, Dartmouth nu a găsit necesar să scoată flota din porturi, crezând că olandezii nu vor putea debarca pe coastele engleze. Astfel flota olandeză, care nu alesese un punct precis pentru debarcare, a sosit nestânjenită la Torby, în Devon, în 5 noiembrie 1688.
Iacob s-a pus în mișcare cu armata sa formată din 25000 de soldați permanenți și tot atâția milițieni. Tabăra olandeză se afla în vecinătatea orașului Exeter, iar cea engleză lângă Salisbury; bătălia părea iminentă. Dar în ultimul moment, generalul armatei lui Iacob, John Churchill, a trecut de partea lui William de Orania. Iacob și-a pierdut cumpătul și a refuzat să atace armata olandeză, în ciuda superiorității numerice a armatei sale și a ordonat retragerea. Sosit la Londra, a aflat că și fiica sa Anna îl trădase și în fruntea unui grup de rebeli, avea controlul asupra celor mai importante orașe din Midlands. Învins și trădat de proprii copii, a trimis ambasadori la William de Orania pentru a negocia pacea.
La puțin timp după sosirea ambasadorilor în tabăra lui William, a sosit vestea că Iacob părăsise Londra. Acesta, după ce s-a asigurat de plecarea reginei și a prințului de Wales, datorită intervenției unui diplomat italian, Franceso Terriesi, în 11 decembrie a aruncat sigiliul regal în Tamisa și a plecat spre Kent. Puțin mai târziu, a fost prins de un grup de pescari, care l-au recunoscut și a fost trimis la Londra, unde a fost primit cu căldură. William, conștient de puterea sa, a trimis oameni de încredere pentru a-l aresta și scoate pe Iacob din Londra. Planul a dat greș, deoarece Iacob a reușit să fugă din nou și să ajungă la nava care-l aștepta, pentru a-l duce în siguranță la Paris.
În lunile următoare s-a discutat deseori în Parlament despre legitimitatea abdicării lui Iacob și despre posibilitatea de a-i pune pe tron pe William și Maria. După câteva săptămâni, odată cu redactarea Declarației Drepturilor, William și Maria au devenit oficial rege și regină a Angliei. În Declarația Drepturilor, printre altele, s-a specificat că din acel moment nu i se va mai permite niciunui catolic să urce pe tronul Angliei și niciun monarh englez nu se va mai putea căsătorii cu un catolic.

## Ultimii ani

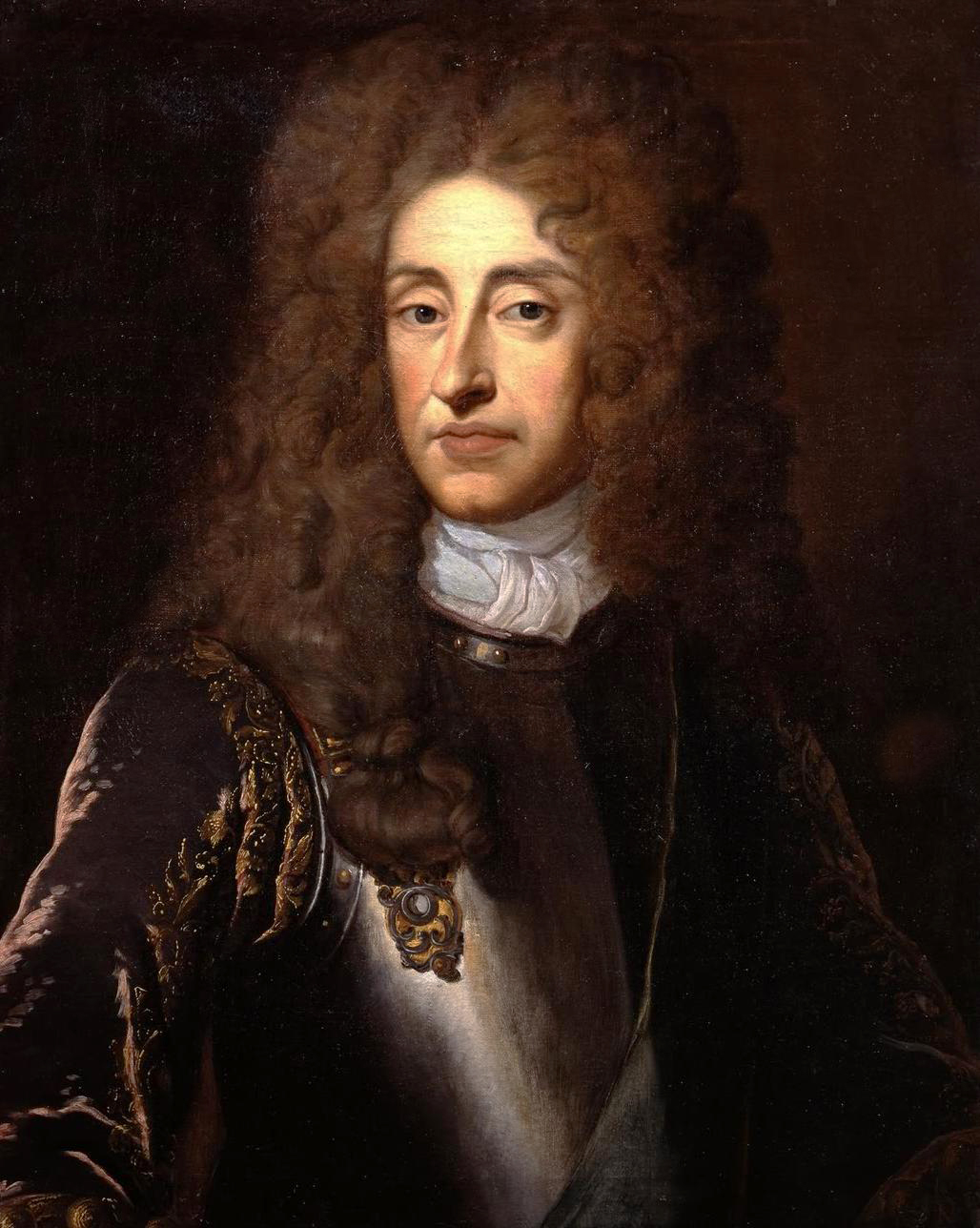
Iacob al II-lea de Godfrey Kneller

Sosit la Paris, Iacob a fost primit de Ludovic al XIV-lea care i-a oferit drept reședință castelul Saint-Germain-en-Laye. În același timp a refuzat să-l recunoască rege al Angliei pe William și a adunat o armată pentru a-i reda verișorului său regatul. În martie 1689, Iacob a debarcat în Irlanda, care nu încetase să-l considere suveranul legitim. La puțin timp după sosirea la Dublin, Iacob controla aproape întreaga insulă. Prima contraofensivă engleză s-a sfârșit cu un dezastru: ultimele fortărețe engleze au fost capturate și armata nu a reușit să debarce. În iunie 1690, William a reușit să debarce cu o armată de cincisprezece mii de soldați la Belfast și s-a îndreptat imediat spre armata lui Iacob, staționată lângă râul Boyne. La 1 iulie a avut loc Bătălia de la Boyne care s-a terminat cu victoria englezilor. Statul major francez și Iacob au fugit la Dublin pentru a se îmbarca spre Franța. Aceasta a fost ultima tentativă a lui Iacob de a-și recupera tronul.

### Întoarcerea în exil

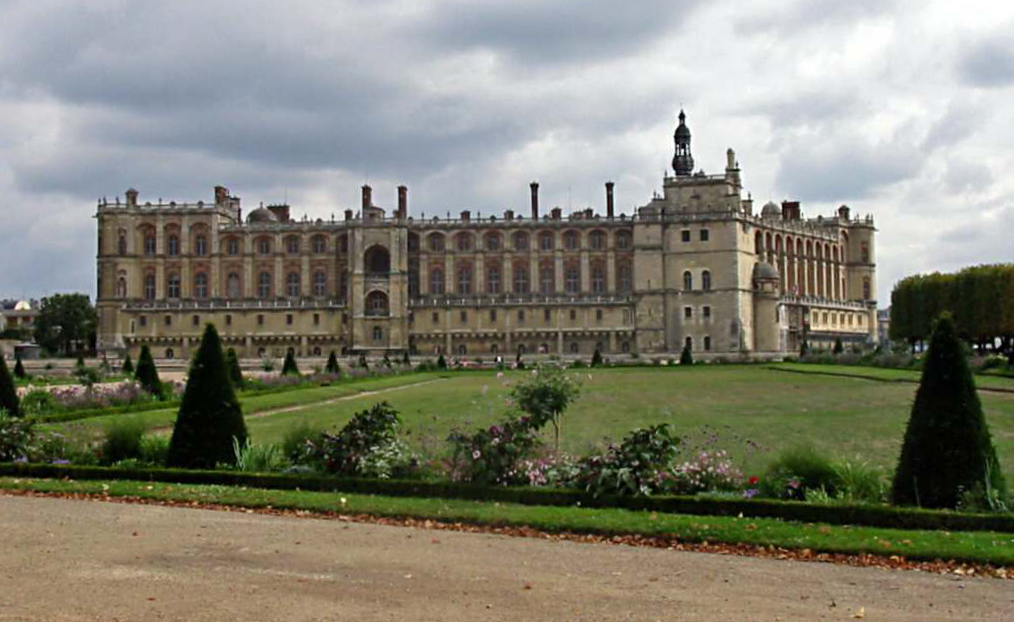
Saint-Germain-en-Laye reședința lui Iacob în ultimii săi ani

Iacob s-a stabilit definitiv la Saint-Germain-en-Laye împreună cu soția sa și câțiva dintre susținătorii săi. Ultima bucurie a lui Iacob a fost nașterea fiicei sale  Louisa Maria Teresa Stuart în 1692. Unii dintre susținătorii săi au încercat să-l asasineze pe William al III-lea al Angliei în 1696, dar complotul nu a reușit. În același an, Ludovic al XIV-lea i-a oferit tronul Poloniei, dar Iacob a refuzat deoarece se temea că acceptarea coroanei poloneze ar exclude orice posibilitate de a se întoarce pe tronul Angliei. În 1697 Ludovic al XIV-lea a încheiat pacea cu William al III-lea și în urma semnării Tratatului de la Ryswick, a încetat să-i ofere asistență lui Iacob.
În ultimii ani, Iacob a trăit ca un auster pocăit El a scris un memorandum pentru fiul său în care îl sfătuia despre modul în care ar trebui să guverneze Anglia, precizând că catolicii ar trebui să aibă un secretar de stat, un comisar al trezoreriei și un secretar de război.
Iacob a murit în 1701 la Saint-Germain-en-Laye din cauza unei hemoragii cerebrale. În timpul Revoluției franceze mormântul său a fost profanat.

## Succesiune
Fiica mai mică a lui Iacob, Anna, a urcat pe tronul Angliei după moartea lui William al III-lea în 1702. Maria murise în 1694. Un act al Parlamentului a stabilit în 1701, că în cazul în care linia de succesiune se va stinge, coroana va fi preluată de o verișoară germană, Sofia de Hanovra, sau de urmașii protestanți ai acesteia. La moartea Annei în 1714, pe tronul Angliei a urcat fiul Sofiei, George I al Marii Britanii, strănepot al regelui Iacob al II-lea.

## Urmași legitimi și ilegitimi
Din căsătoria cu Anne Hyde, Iacob a avut opt copii, din care doar doi au ajuns la vârsta adultă:
- Maria a II-a a Angliei 30 aprilie 1662 - 28 decembrie 1694, s-a căsătorit cu William de Orania, a fost regina Angliei, Scoției și Irlandei împreună cu soțul său. Nu a avut copii.
- Anna a Marii Britanii 6 februarie 1665 - 1 august 1714, s-a căsătorit cu Prințul George, Duce de Cumberland, a fost regină a Angliei, Scoției și Irlandei în perioada 1702-1714. În perioada domniei sale (1707) Anglia și Scoția s-au unit într-un singur stat formând Regatul Unit al Marii Britanii. Nu a avut copii care i-au supraviețuit.

Din căsătoria cu Mary de Modena a avut șapte copii, din care doar doi au ajuns la vârsta adultă:
- James Francis Edward Stuart, Prinț de Wales 10 iunie 1688 - 1 ianuarie 1766, s-a căsătorit cu Maria Clementina Sobieska.
- Louisa Maria Teresa Stuart 28 iunie 1692 - 18 aprilie 1712

De la una din amantele sale, Arabella Churchill, a avut patru copii:
- Henrietta FitzJames 1667 - 3 aprilie 1730
- James FitzJames, Duce de Berwick 21 august 1670 - 12 iunie 1734, a fost cel mai cunoscut dintre fiii ilegitimi ai lui Iacob, a fost un lider militar. A fost căsătorit cu Honora de Burke și apoi cu Anne Bulkeley.
- Henry FitzJames, I Duce de Albemarle august 1673 - decembrie 1702
- Arabella FitzJames 1674 - 7 noiembrie 1704

De la amanta sa Catherine Sedley, Contesă de Dorchester a avut doi copii:
- Catherine Darnley 1681 - 13 martie 1743
- James Darnley 1684 - 1685

## Titluri, onoruri și arme
| See adjacent text                                  |
| Stema de arme ca regele Iacob al II-lea al Angliei |

|                                                     |
| Stema de arme ca regele Iacob al VII-lea al Scoției |

## Legături externe
- History of the Monarchy. The Stuarts. James II (r. 1685-88)

| Predecesor: Carol II | Rege al Angliei 6 februarie 1685 – 1688             | Succesor: William III și Maria II |
| Predecesor: Carol II | Rege al Scoției 6 februarie 1685 – 1688             | Succesor: William III și Maria II |
| Predecesor: Carol II | Rege al Irlandei 6 februarie 1685 – 1688 (sau 1690) | Succesor: William III și Maria II |
| Funcții politice     |                                                     |                                   |